# Bildhauermuseum Prof. Wandschneider

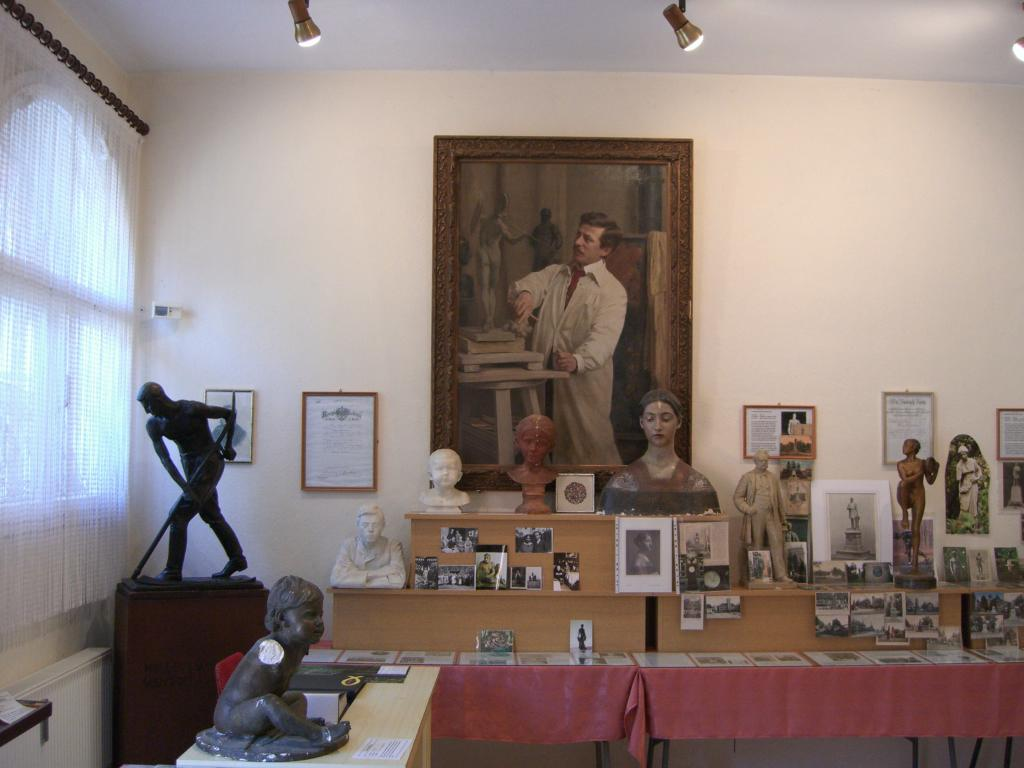
Kirchplatz (2006)

Das Bildhauermuseum Prof. Wandschneider in der Stadt Plau am See besteht seit 1994 und dokumentiert Leben und Werk des Plauer Bildhauers Wilhelm Wandschneider (1866–1942). Die Einrichtung war bis zu ihrer Eingliederung in das Burgmuseum Plau am See das kleinste selbstständige Museum Mecklenburgs.

## Geschichte

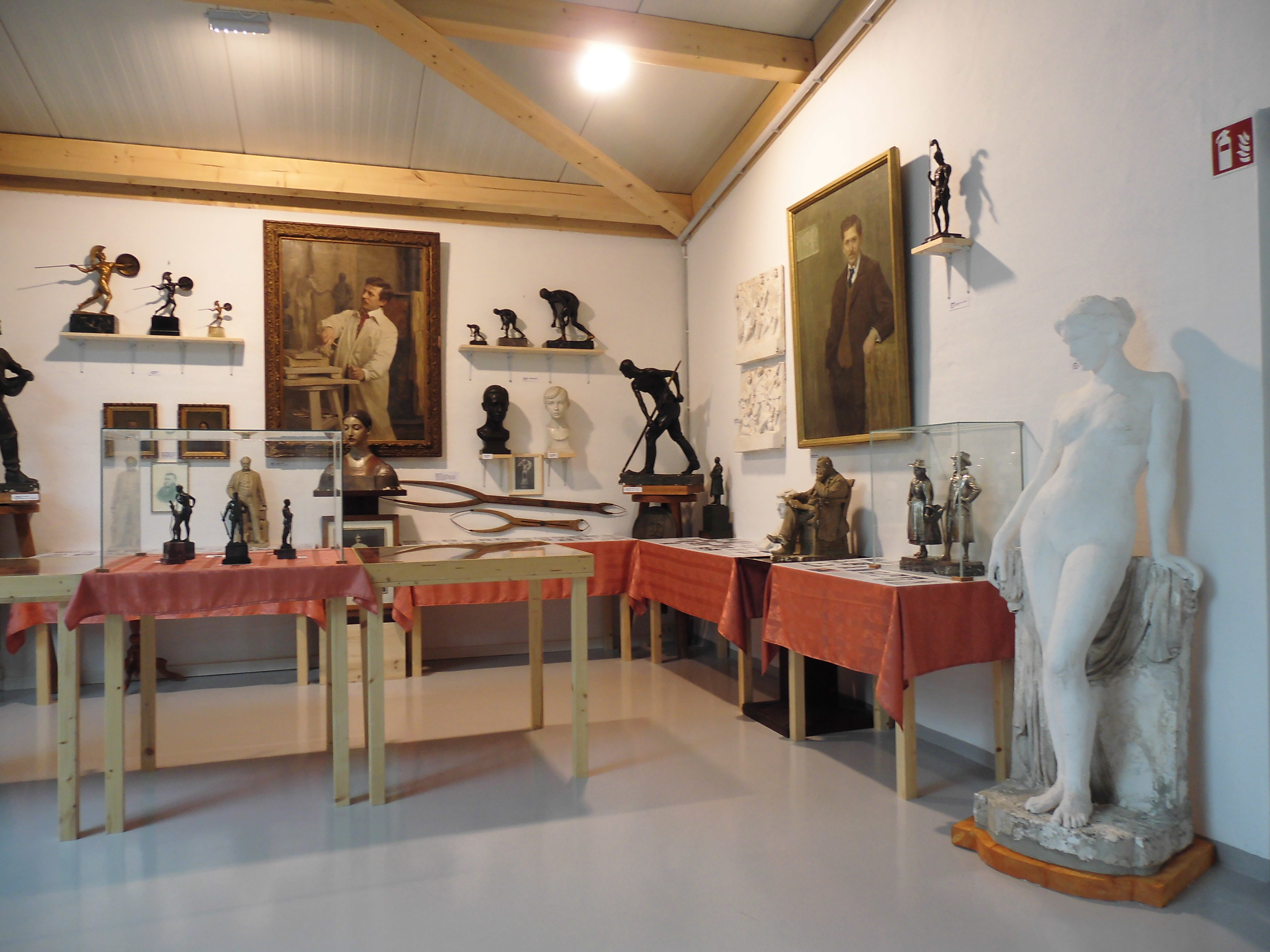
Burgmuseum (2016)

Der 1990 gegründete Verein „Prof. Wandschneider“ e. V. hatte das Ziel, mit einer ständigen Ausstellung Wilhelm Wandschneider, den Künstler und Ehrenbürger der Stadt Plau, zu ehren. Im jetzigen Pfarrhaus am Kirchplatz wurde Anfang Juni 1994 das kleine Museum mit einem Ausstellungsraum neu gegründet. Dort hatte bereits das alte, 1926 gegründete „Wandschneider-Museum“ von 1928 bis zu seiner Auflösung 1947 seine Heimstatt.
Im April 2014 zog die Ausstellung in das sanierte und vergrößerte Burgmuseum der Stadt Plau am See um. Damit steht sie mit erweiterten Öffnungszeiten einem breiteren Publikum offen. Mit dem Umzug hatte der Verein seinen satzungsmäßigen Zweck erfüllt. Die Auflösung des Vereins erfolgte im März 2015.

## Ausstellungsstücke
Konnten zur Eröffnung 1994 ca. zehn Originalplastiken z. T. als Dauerleihgaben gezeigt werden, so sind es inzwischen mehr als 40, darunter Stücke aus mehr als 40 Jahren künstlerischer Schaffenskraft.

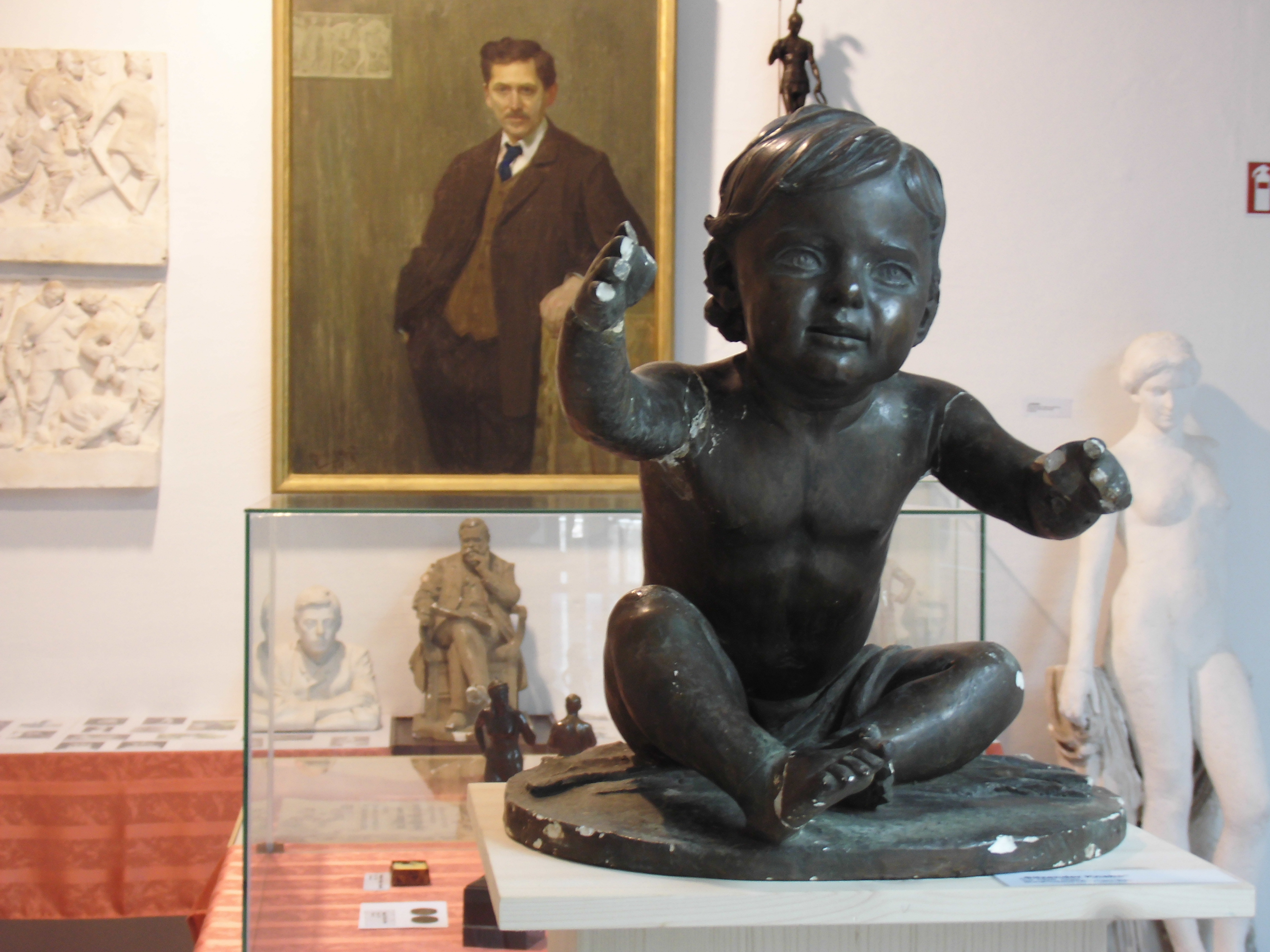
Sitzender Knabe

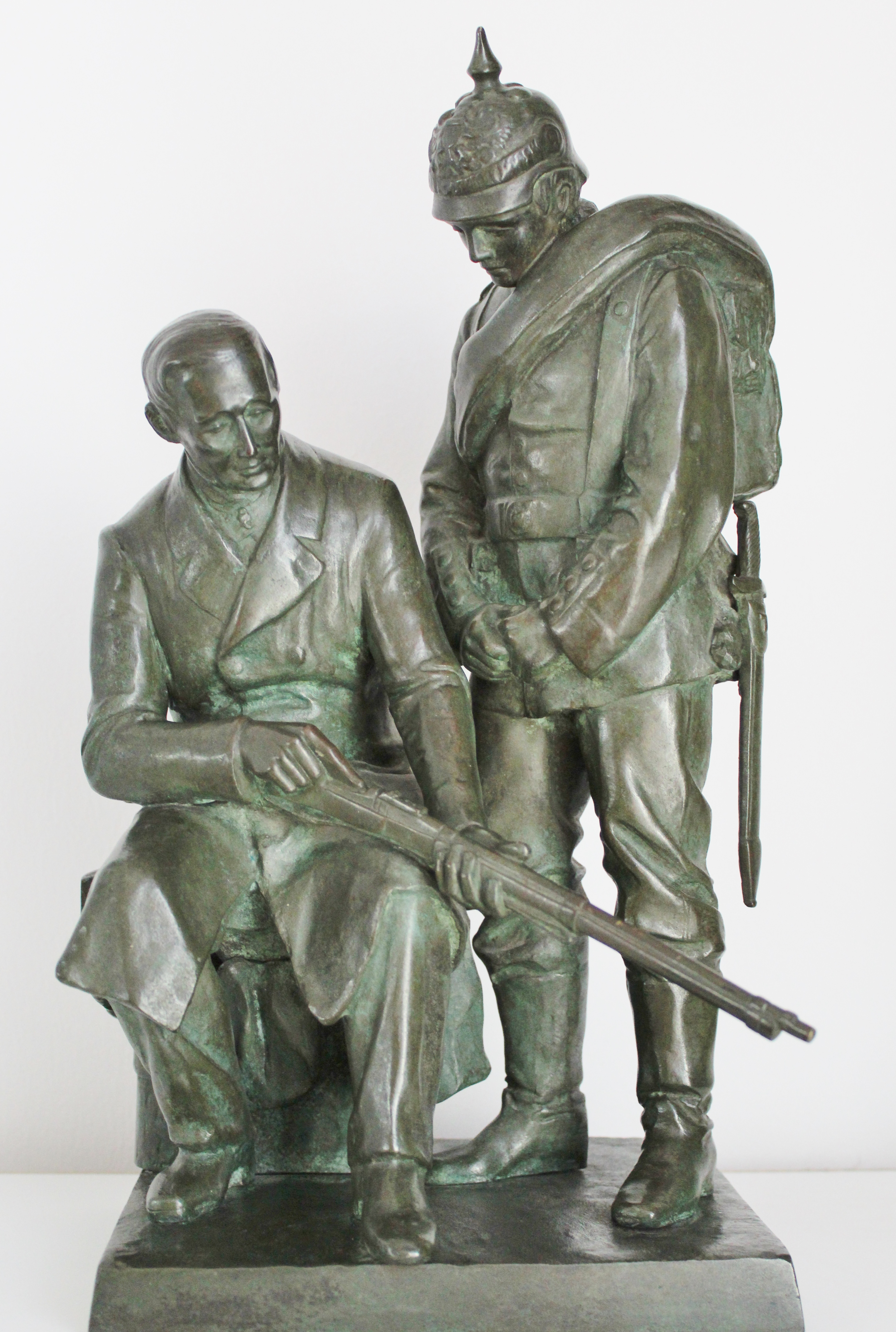
Replik Dreyse-Denkmal

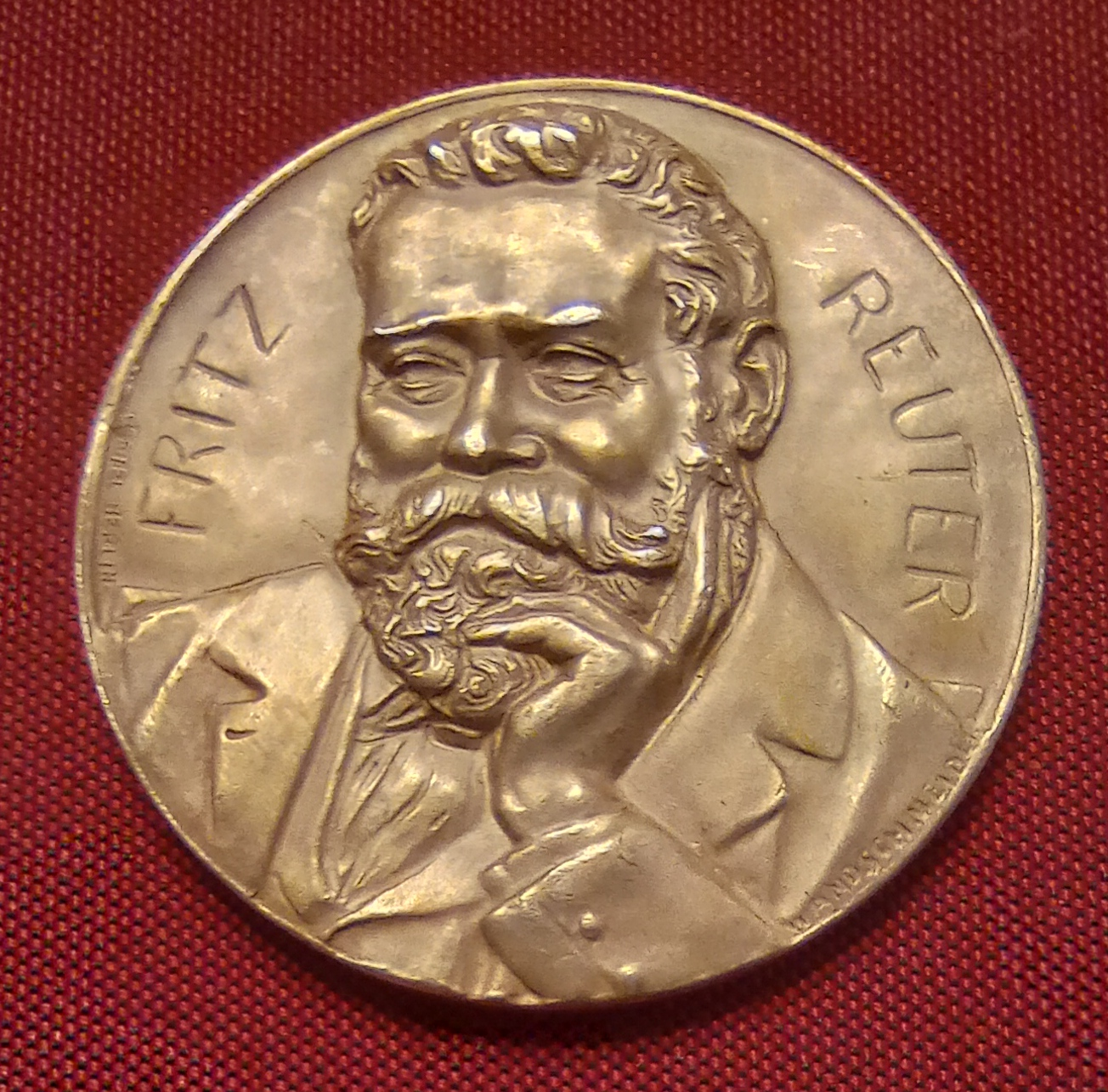
Medaille Fritz Reuter

- Büste „Beatrice“ = Anna Kress (1878–1943), Gips, polychrom bemalt
- Entwurf zum Werner-von-Siemens-Denkmal in Berlin (1897), Gips
- Büste „Burgfräulein“ = Vera Kress, Marmor (Fragment ohne Kopf)
- Idealfigur „Jugend“ (lebensgroßes Modell), Gips
- Kinderbüste „Knabe Saake“ (Modell), Gips
- Grabfigur „Trauernde“ (lebensgroßes Modell), Gips
- Büste „Frau Protzen-Rabe“, Gips
- Statuette „Hermes“ (Sandalenbinder) in drei Größen, Bronze
- Figur „Lethe“, Kalkstein, außerdem das Gipsmodell
- Statuette „Achilles“ in drei Größen, Bronze
- Erinnerungsplakette Herzogin Elisabeth von Mecklenburg, Silber
- Sitzfigur „Fritz Reuter“ (Entwurf zum Fritz-Reuter-Denkmal (Stavenhagen)), Gips
- Medaille zum 100. Geburtstag von Fritz Reuter, Bronze und Silber (33 und 50 mm)
- 2 Reliefentwürfe für einen Wettbewerb um das Denkmal des Generals Constantin von Alvensleben in Cottbus, Gips
- Statuette „Nikolaus von Dreyse erklärt einem Soldaten das Zündnadelgewehr“ (Replik des 1909 errichteten Dreyse-Denkmal Sömmerda), Bronze
- Statuette „Amazone“ in zwei Größen, Bronze
- Ein Grabrelief (vom Friedhof Plau am See), Bronze
- Büste Boto Encke, Bronze
- Statuette Besiegter (Originalentwurf einer Figur zum Denkmal auf dem Soldatenfriedhof St. Quentin), Gips
- Statuette „Sieger“ (Replik einer Figur vom 1915 errichteten Denkmal auf dem Soldatenfriedhof St. Quentin), Bronze
- Gedächtnisplakette 1914–1918, Stahlblech
- Statuette „Tamburin-Tänzerin“, Bronze (Leihgabe der LETTER Stiftung)
- „Sitzender Knabe“, Gips
- Statuette „Heimkehrender Grenadier“ (Replik des 1923 errichteten Grenadierdenkmals Schwerin), Grauguss
- 2 Statuetten „Mecklenburger Füsilier“ (Replik des 1926 errichteten Füsilierdenkmals Rostock), Bronze und Grauguss
- Statuetten „Mecklenburger Trachtenpaar“ (zur Silberhochzeit des letzten Großherzogs Friedrich Franz IV.), Silber
- Hilfsmodelle „Sämann“ und „Mähender Bauer“, Gips
- Statuette „Arbeiter mit Spaten“, Grauguss
- Unbekanntes Bildnis eines jungen Mannes, Gips
- Büste Walter Rentzow, Gips

Weitere Ausstellungsstücke sind zwei von den Malern Fedor Encke und Heinrich Hellhoff geschaffene Gemälde, die den Künstler zeigen, die von Ludwig Düwahl gezeichnete Original-Ehrenbürgerurkunde von 1926, Urkunden und Dokumente von Studium und Auszeichnungen, sowie zahlreiche Fotos und Abbildungen mit Motiven Prof. Wandschneiders. Das Museum verwahrt überdies die vom Künstler selbst angelegte Bilddokumentation seiner Werke mit mehr als 500 Bildern und Fotos.